# جيمس أليسون
جيمس أليسون (بالإنجليزية: James P. Allison)‏ هو عالم مناعة أمريكي ولد في يوم 7 أغسطس 1948 في بلدة اليس في تكساس، حاصل على درجة البروفيسور في علم المناعة من جامعة تكساس في أوستن ومدير مركز إم دي أندرسون لأبحاث السرطان، كان لإبحاثة الدور في معالجة عدة حالات سرطان مميتة، حيث إختص في أبحاث الخلايا Tc وقد عرف بكونه أول شخص يقوم بعزل مولد الضد المانح لخلية T. أصبح أيضاً أحد أعضاء مجلس إدارة معهد أبحاث السرطان في نيويورك في 2014 حصل على جائزة تانغ نتيجة أبحاثه، وفي 2018 فاز بجائزة نوبل في الطب و علم وظائف الأعضاء مناصفةً مع الياباني تاسوكو هونجو نتيجة بحثهم في تثبيط جهاز المناعة السلبي في مواجهة السرطان.

## النشأة
وُلدَ جيمس أليسون في السابعِ من أغسطس عام 1948 في أليس بتكساس. هوَ أصغر الأبناء الثلاث للسيدة كونستانس كالولا وألبرت ميرفي أليسون. حينَما بلغ الصفّ الثامن شجعهُ أستاذ الرياضيات على مواصلة دراسته في هذا المجال أو مُتابعة المجال العلمي على أقلّ تقدير. حصلَ أليسون على شهادة البكالوريوس في علم الأحياء الدقيقة من جامعة تكساس في أوستن في عام 1969 ثمّ أصبحَ عضوًا في أخويّة دلتا كابا أبسيلون. نالَ في وقتٍ لاحق شهادة الدكتوراه في العلوم البيولوجية في عام 1973.

## المسيرة المهنية
تمّ تعيينهُ كأستاذ في علم المناعة كما شغلَ منصب مدير مختبر أبحاث السرطان في جامعة كاليفورنيا في بيركلي في عام 1985. بحلول عام 2004؛ انتقل أليسون لشغل منصب أستاذ باحث في معهد سلون-كيترينج للسرطان في مدينة نيويورك ثم أصبحَ في وقتٍ لاحق مدير المركز العلاجي. شغل أيضًا منصبَ أستاذ باحث في معهد هوارد هيوز الطبي حتى عام 2012 ثم انضمّ حالَ مغادرته إلى مختبر أندرسون حيث شغل رئيس قسم المناعة في المُختبر. هوَ عضوٌ في الأكاديمية الوطنية للعلوم والأكاديمية الوطنية للطب (الولايات المتحدة الأمريكية) كما أنّه زميلٌ مشاركٌ في الجمعية الأمريكية لعلم الأحياء الدقيقة والجمعية الأمريكية لتقدم العلوم هذا فضلا عن شغله منصب مدير معهد أبحاث السرطان كما شغل سابقًا منصب رئيس الجمعية الأمريكية لعلوم المناعة.

## التكريم

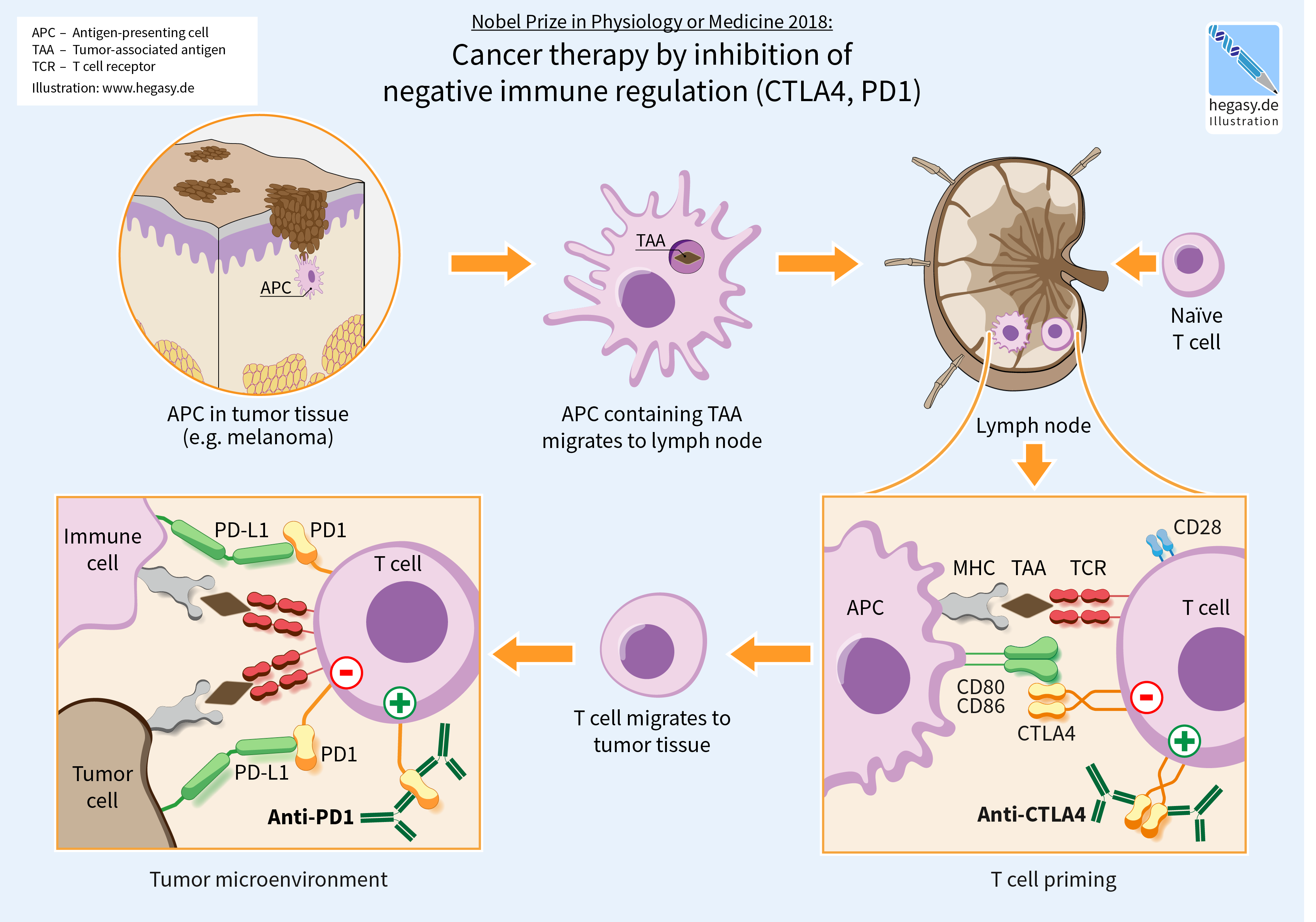
علاج السرطان عن طريق تثبيط التنظيم المناعي السلبي (CTLA4 ، PD1)

فازَ أليسون عام 2011 بجائزة غاباي كما نالَ جائزة الجمعية الأمريكية لعلوم المناعة. شاركَ في عام 2013 جائزة المناعة السريرية مع زميلٍ له يُدعى نوفاتريس ثم شارك في العام الموالي ولأول مرة في جائزة تانغ مع تاسوكو هونجو. نال كذلك جائزة سينت جيورجي التي تُمنح للعلماء الذين حققوا تقدمًا في أبحاث السرطان من قِبل المؤسسة الوطنية لأبحاث السرطان كما تلقّى 3 ملايين دولار ضمنَ جائزة مؤسسة غيردنر الدولية. تواصلت إسهامات أليسون في المجال العلمي ثمّ تواصل معها حصدهُ لمجموعة منَ الجوائز بما في ذلك جائزة لويزا غروس هورويتز، وجائزة هارفي  من جامعة تخنيون - معهد التكنولوجيا في حيفا. حصل في عام 2015 على جائزة لاسكر-دبغي للأبحاث الطبية السريرية. ثم نال في عام 2017 جائزة وولف في الطب  وكذا جائزة بالزان بسبب نهجه المتميّز في علاج السرطان (فازَ بهذه الجائزة بالاشتراك مع روبرت دي شرايبر). حصل في عام 2018 على جائزة الملك فيصل العالمية في الطب ثمّ نال بعد ذلك مباشرة جائزة مركز ألباني الطبي في الطب والبحوث الطبية الحيوية. حصدَ جائزة نوبل في الفسيولوجيا أو الطب في العام نفسه بالاشتراك مع تاسوكو هونجو وذلك بسببِ اكتشافهما لعلاج محتمل لمرض السرطان عن طريق تثبيط المناعة السلبية.

## الحياة الشخصية
أليسون متزوج من السيّدة آندرسون وهي زميلة باحثة في مختبر شارما. تُوفيت والدتهُ بسببِ سرطان الغدد الليمفاوية حينما كان يبلغُ إحدى عشر عامًا فقط كما توفي شقيقه بسببِ سرطان البروستاتا في عام 2005. بغض النظر عن مؤهلاته العلمية؛ يعزفُ أليسون على آلة الهارمونيكا كما يُشارك في بعض العروض الموسيقية مع فرقة محليّة تتخدُ من تشيكماتيس اسمًا لها.

## روابط خارجية
- جيمس أليسون على موقع الموسوعة البريطانية (الإنجليزية)
- جيمس أليسون على موقع مونزينجر (الألمانية)